# フランシスコ・マツラナ
フランシスコ・アントニオ・マツラナ・ガルシア（Francisco Antonio Maturana García,,1949年2月15日 -）は、コロンビアのキブド出身の元サッカー選手でサッカー指導者。現役時代はDF。

## 経歴
キャリアの殆どをアトレティコ・ナシオナルで過ごし、引退後は教員生活を経て、指導者の道に進んだ。1987年にナショナルの監督に就任、1989年にはコパ・リベルタドーレス優勝に導き、インターコンチネンタルカップではACミランを相手に互角の試合を繰り広げるも、延長戦で惜敗した。
またコロンビア代表を数度に渡り指揮した。当時は南米の弱小チームクラスであったチームを、1990年のワールドカップ・イタリア大会で初の決勝トーナメントに進出させた。2001年のコパ・アメリカでは優勝に導いた。

## 代表歴

### 試合数
- 国際Aマッチ 6試合 0得点（1981年）[4]

| コロンビア代表 | 国際Aマッチ | 国際Aマッチ |
| 年             | 出場        | 得点        |
| -------------- | ----------- | ----------- |
| 1981           | 6           | 0           |
| 通算           | 6           | 0           |

## 獲得タイトル

### 現役時代
アトレティコ・ナシオナル
- カテゴリア・プリメーラA : 1973, 1976

### 指導者
アトレティコ・ナシオナル
- コパ・リベルタドーレス : 1989

アメリカ・デ・カリ
- カテゴリア・プリメーラA : 1992

コロンビア
- コパ・アメリカ3位 : 1987
- コパ・アメリカ優勝 : 2001